# غابة كينيث دوبيوك التذكارية الحكومية
غابة كينيث دوبيوك التذكارية (Kenneth Dubuque Memorial State Forest) هي غابة في ولاية ماساتشوستس تقع في تلال بيركشاير الشمالية في مدن هاولي وبلينفيلد وسافوي. تدير الغابة إدارة الحفظ والترفيه (DCR). وفي عام 1985سميت الغابة باسم كينيث دوبيوك، الموظف السابق في قسم الإدارة البيئية. 